# Aeropuerto de Fort Nelson
El Aeropuerto de Fort Nelson (del inglés: Fort Nelson Airport) (IATA: YYE, OACI: CYYE) está ubicado a 3.8 MN (7.0 km; 4.4 mi) al noreste de Fort Nelson, Columbia Británica, Canadá.

## Aerolíneas y destinos
- Central Mountain Air
  - Dawson Creek / Aeropuerto de Dawson Creek
  - Fort St. John / Aeropuerto de Fort Saint John
  - Edmonton / Aeropuerto Internacional de Edmonton